# Hamid Raja Shalah
Hamid Raja Shalah, iraški vojaški pilot in general, * 1950.
Shalah je bil sprva vojaški pilot, nato pa se je zahvaljujoč sorodnim vezem povzpel po vojaški hierarhiji. Tako je v sredini 90. let 20. stoletja postal vrhovni poveljnik Iraškega vojnega letalstva.
Od 14. junija 2003 je v zavezniško-iraškem priporu.